# Arcadia (comté de Shelby, Texas)
Pour les articles homonymes, voir Arcadia.
La zone non incorporée d’Arcadia est située dans le comté de Shelby, dans l’État du Texas, aux États-Unis.